# Scansano
Scansano is een gemeente in de Italiaanse provincie Grosseto (regio Toscane) en telt 4505 inwoners (31-12-2004). De oppervlakte bedraagt 274,1 km², de bevolkingsdichtheid is 16 inwoners per km².
De volgende frazioni maken deel uit van de gemeente: Baccinello, Montorgiali, Murci, Pancole, Poggioferro, Polveraia, Pomonte, Preselle.

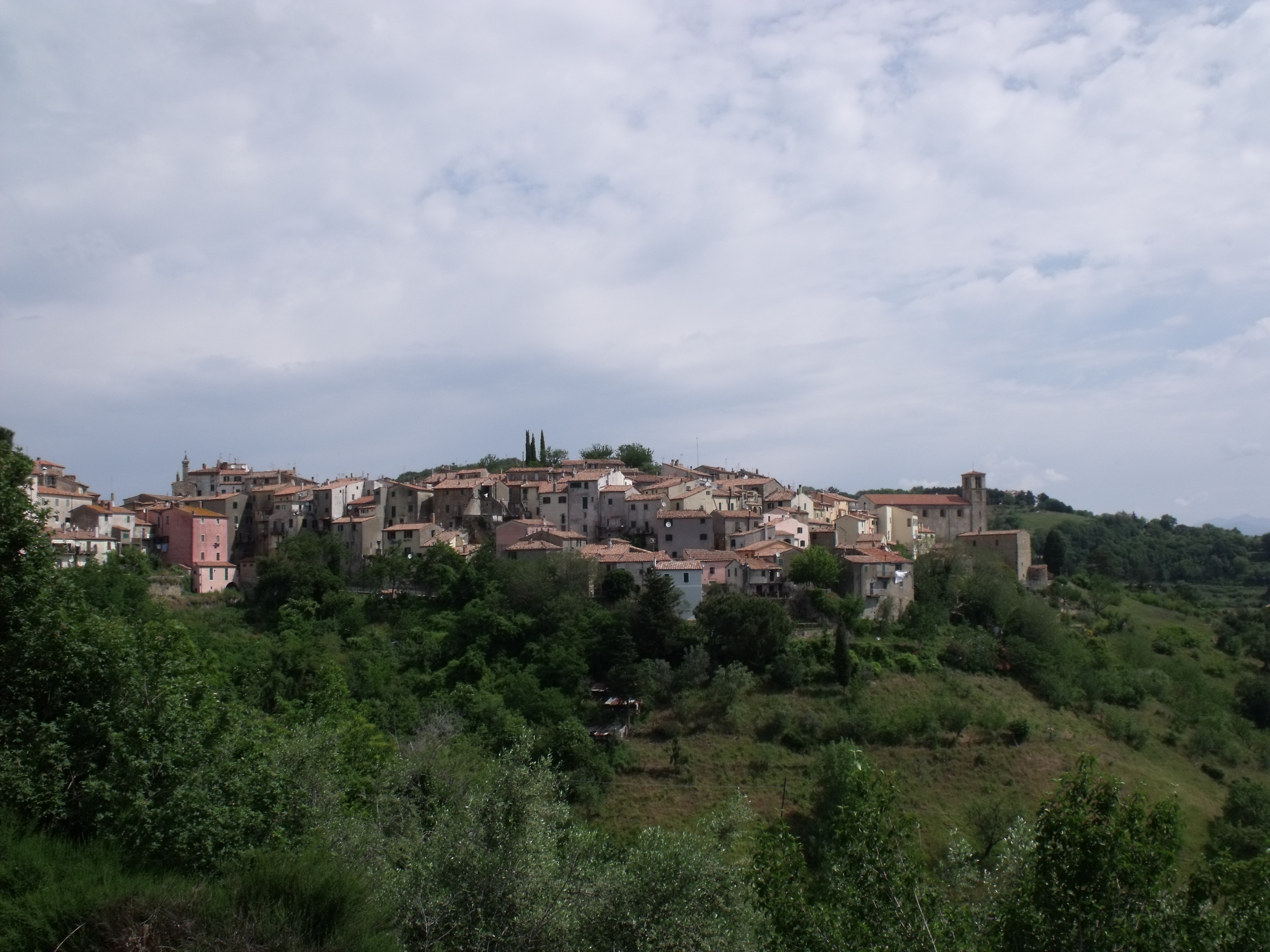
Scansano
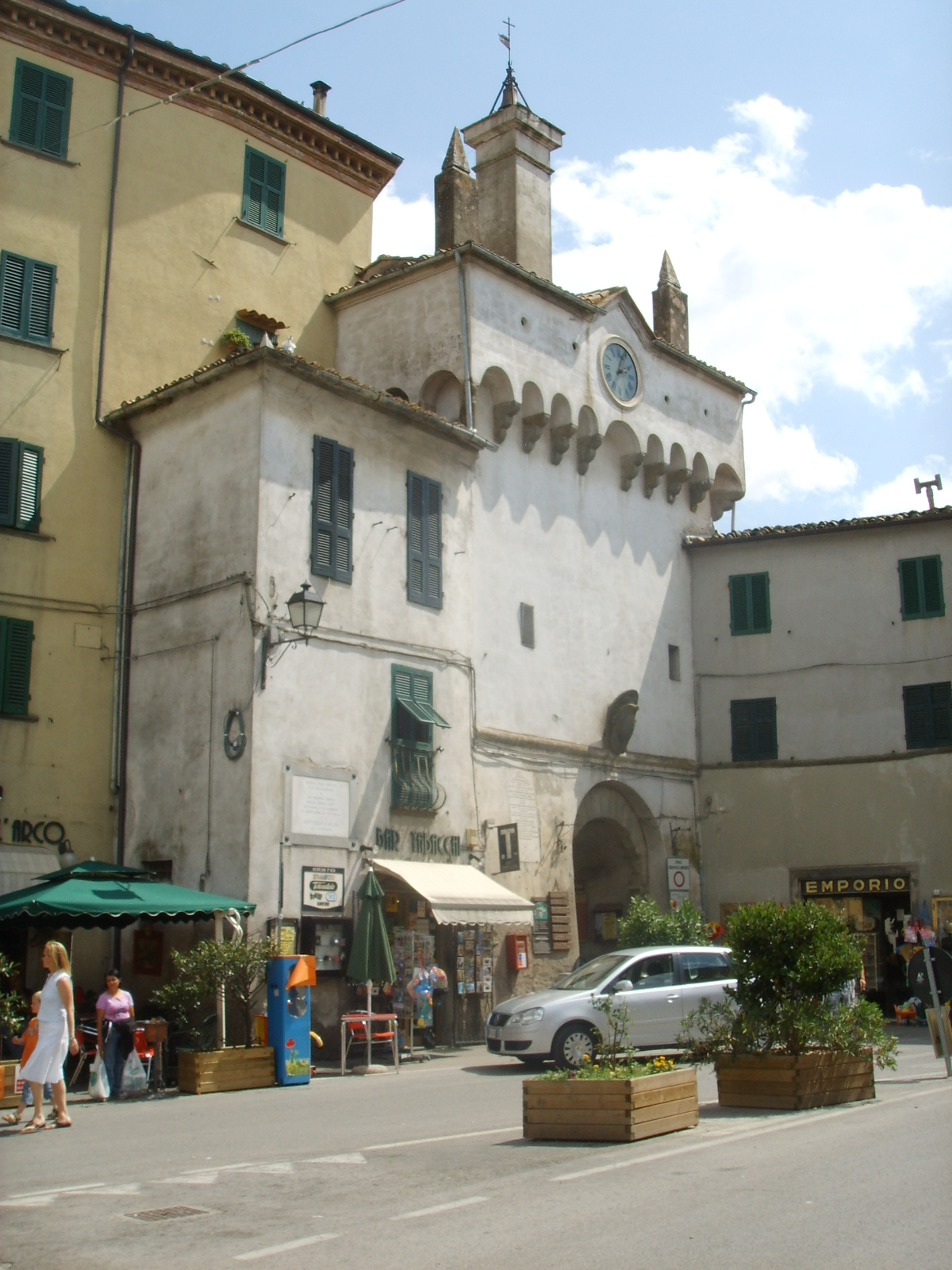
Porta del paese, Scansano
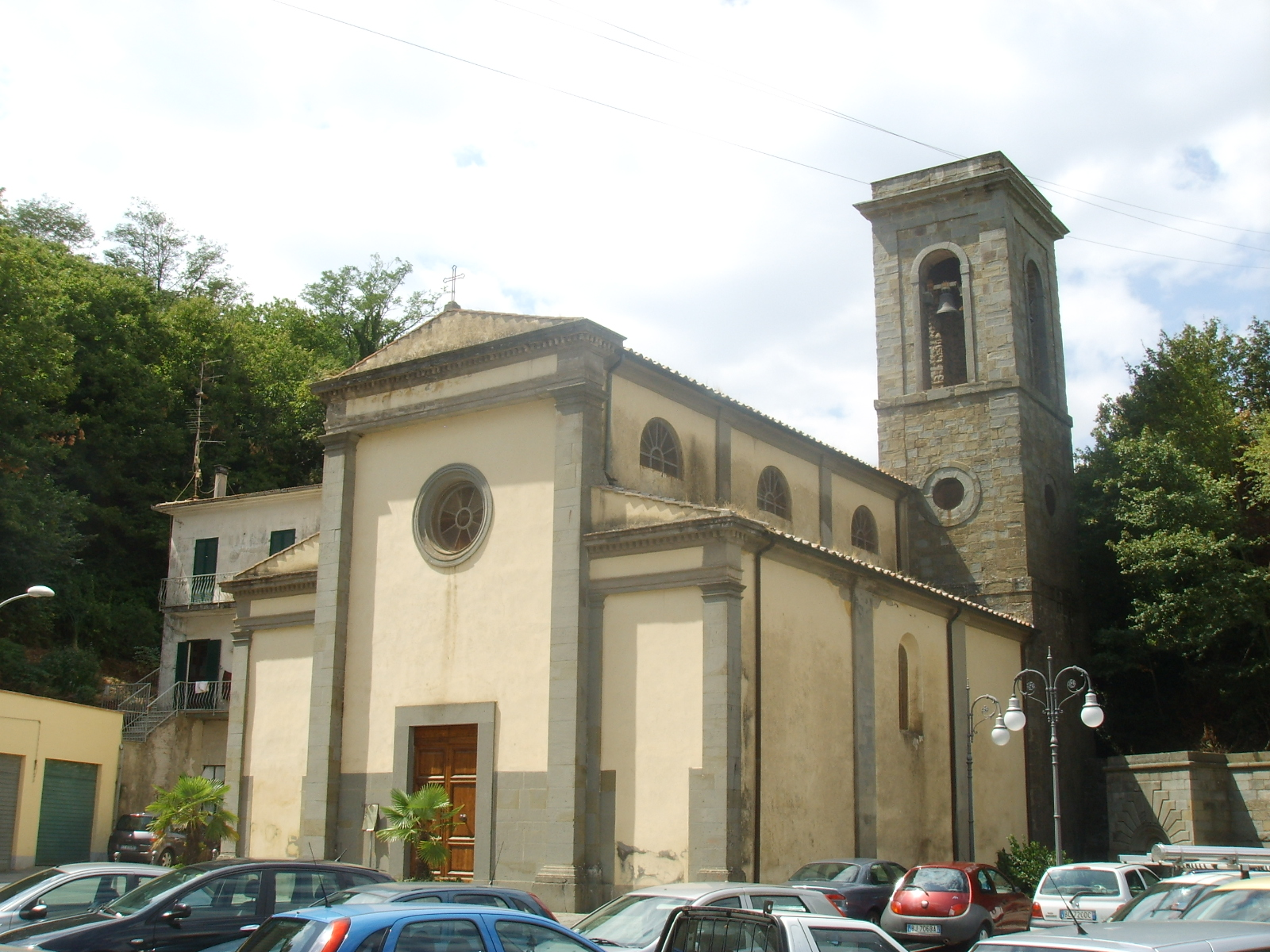
Kerk in Scasano
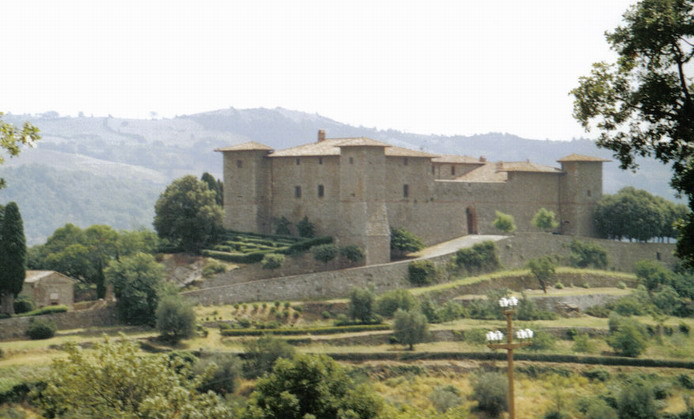
Kasteel van Montepò

## Demografie
Scansano telt ongeveer 2118 huishoudens. Het aantal inwoners daalde in de periode 1991-2001 met 6,3% volgens cijfers uit de tienjaarlijkse volkstellingen van ISTAT.
| Jaar | Inwoneraantal |
| ---- | ------------- |
| 1991 | 4681          |
| 2001 | 4386          |

## Geografie
De gemeente ligt op ongeveer 500 meter boven zeeniveau.
Scansano grenst aan de volgende gemeenten: Campagnatico, Grosseto, Magliano in Toscana, Manciano, Roccalbegna.